# أحمد رضا حوحو
أحمد رضا حوحو: (ولد 15 ديسمبر 1910 وتوفي 29 مارس 1956) كاتب جزائري.

## نشأته
ولد يوم 15 ديسمبر 1910 بقرية سيدي عقبة ببسكرة. التحق بالكُتّاب وهو في سن مبكرة شأنه شأن كل الجزائريين. ثم التحق بالمدرسة الابتدائية، ثم أرسله والده إلى سكيكدة بعد النجاح في الابتدائية ليكمل دراسته في الأهلية عام 1928، ولم يتمكن من متابعة تعليمه الثانوي نتيجة السياسة الفرنسية التي كانت تمنع أبناء الجزائر من مواصلة تعليمهم، ليعود «حوحو» إلى الجنوب ويعمل في التلغراف بمصلحة بريد سيدي عقبة، وهذا ما زاده معرفة بأسرار الحياة، فكان يلاحظ الفرق البارز بين بيئتين مختلفتين: بيئة صحراوية قروية وأخرى حضرية.
في سنة 1935 هاجر بصحبة أفراد أسرته إلى الحجاز بحراً على ظهر الباخرة «سنابا» وما أن استقر به المقام بالمدينة المنورة حتى التحق بكلية الشريعة لإتمام دراسته. في سنة 1937 نشرت له مجلة الرابطة العربية أول مقال بعنوان "الطرقية في خدمة الاستعمار. في سنة 1938 تخرج من كلية الشريعة بـالمدينة المنورة متحصلاً على أعلى الدرجات، وذلك ما أهَّله إلى أن يعيَّن استاذا بالكلية نفسها. في نفس السنة عينته مجلة المنهل سكرتيرا للتحرير وبعد عامين استقال من منصبه وانتقل إلى مكة المكرمة، وهناك اشتغل موظفاً في مصلحة البرق والهاتف بالقسم الدولي، واستمر في هذه الوظيفة إلى أن عاد إلى الجزائر سنة 1946 بعد وفاة والديه.
وبعد عودته إلى الوطن انضم لجمعية العلماء المسلمين وأصبح عضواً فعالاً فيها، وعيِّن مديراً لمدرسة «التربية والتعليم» التي كان الشيخ ابن باديس قد أسسها بنفسه، وبقي فيها ما يقارب سنيتن، ثم انتدب لإدارة مدرسة «التهذيب» بمدينة «شاطودان» التي تبعد عن قسنطينة بحوالي 50 كيلومتر ولم يمكث فيها إلا مدة قصيرة ليعود مجدداً لقسنطينة ليشغل منصب الكاتب العام لمعهد ابن باديس. وفي 25 سبتمبر من 1946 نشر أول مقال في البصائر بعد عودتها إلى الصدور تحت عنوان (خواطر حائر). وفي سنة 1948 انتخب عضو في المجلس الإداري لجمعية العلماء المسلمين الجزائريين. في سنة 1949 وفي الأسبوع الثاني من شهر ماي شارك في مؤتمر باريس الدولي للسلام حيث مثل الجزائر، وفي 27 أكتوبر قام بإنشاء جمعية المزهر القسنطيني ومن خلالها كان يعرض مسرحيات مثل: ملكة غرناطة، بائعة الورود، البخيل.
في 15 ديسمبر 1949 أسس مع جماعة من أصدقائه جريدة الشعلة وتولى رئاسة تحريرها، وأصدر خمسين عدداً منها، وكانت قاسية في مخاطبة المناوئين لجمعية العلماء. وقد جاء في افتتاحية العدد الأول منها أنها «ستكون سهاماً في صدور أعدائك وقنبلة متفجرة في حشد المتكالبين عليك».
كما كانت له ترجمات للأدب الفرنسي، دون أن نغفل جانباً مهماً في نشاطه الفكري ويتمثل في القصص القصيرة حيث يعتبر «أحمد رضا حوحو» رائد القصة القصيرة الجزائرية، فله بعض القصص، منها: «يأفل نجم الأدب»، و«ابن الوادي»، و«الأديب الأخير»، و«غادة أم القرى»، و«مع حمار الحكيم».
بعد اندلاع الثورة التحريرية وفي سنة 1955 نشر مجموعته القصصية نماذج بشرية ضمن سلسلة كتاب البعث التونسية. ظل «حوحو» يمارس عمله بمعهد ابن باديس، ولكن ذلك لم يمنع شكوك رجال الشرطة الفرنسيين الذين اعتقلوه في أوائل 1956 وهددوه بالإعدام باعتباره مسؤولاً عن كل حادث يحصل في المدينة.
في 29 مارس 1956 اغتيل محافظ الشرطة بقسنطينة واعتقل حوحو من منزله على الساعة السادسة مساء ذلك اليوم ليعتقل بسجن الكدية، ومنه حُوِّل إلى جبل الوحش المشرف على مدينة قسنطينة وتم إعدامه هناك. وبعد استقلال الجزائر وجد جثمانه برفقة ثمان جثث أخرى مدفونة بشكل جماعي في حفرة واحدة بوادي حميمين ليعاد دفن رفاته بمقبرة الشهداء بالخروب. كان «أحمد رضا حوحو» شهيد النضال، نضال الكلمة والوطن، حين حمل أمانة الثورة بنوعيها الاجتماعي والسياسي، وخط لأدب جزائري خاص.

## من أهم مؤلفاته
- غادة ام القرى (رواية) سنة 1947؛ وهي قصة طويلة تحكي في مجملها حياة المرأة الحجازية، وتعتبر من الارهاصات الأولى التي أسهمت في تأسس الرواية العربية الجزائرية
- مع حمار الحكيم (مقالات) سنة 1953، هذا المؤلف عبارة عن مقالات حوارية ساخرة (بين حوحو وحمار توفيق الحكيم) كتبها حوحو بنفس الأسلوب الذي اكتشفه في كتاب "حماري قال لي" لتوفيق الحكيم. يبدأ حوحو كتابه بالقول أنه بعد انتهاءه من قراءة كتاب حماري قال لي لتوفيق الحكيم غفا في كرسيه، وفي حلمه أطل عليه حمار اتضح له أنه حمار توفيق الحكيم التي تبدو عليه علامات الذكاء والفطنة، فتحصل بينهما حوارات اجتماعية مثيرة عن المراة والسياسة والاقتصاد وأوضاع التعليم ومصير وطنه الجزائر...الخ.
- صاحبة الوحي (قصص) سنة 1954.
- نماذج بشرية مجموعة قصصية نشرت سنة 1955.